# Vollenhovia modiglianii
Vollenhovia modiglianii är en myrart som beskrevs av Carlo Emery 1900. Vollenhovia modiglianii ingår i släktet Vollenhovia och familjen myror. Inga underarter finns listade i Catalogue of Life.